# Colico
Colico (lombardul: Còlegh, Còlech vagy Còlich) település Olaszországban, Lombardia régióban, Lecco megyében. Lakosainak száma 8074 fő (2023. január 1.). Colico Delebio, Domaso, Dongo, Dorio, Gera Lario, Gravedona ed Uniti, Musso, Pagnona, Pianello del Lario, Piantedo, Valvarrone és Vercana községekkel határos.

## Népesség
A település lakossága az elmúlt években az alábbi módon változott:
| Lakosok száma | 7776 | 7853 | 8074 |
|               | 2017 | 2018 | 2023 |